# Bartholy Judit
Bartholy Judit (Budapest, 1952. november 7. –) meteorológus, egyetemi tanár, az MTA doktora, a földrajztudományok kandidátusa. 1996-tól az ELTE Természettudományi Kar Meteorológiai Tanszékének vezetője, 2009 és 2012 között az ELTE Természettudományi Kar dékánhelyettese.

## Életpályája
1967–1971 között a budapesti Berzsenyi Dániel Gimnázium tanulója volt. 1976-ban diplomázott az Eötvös Loránd Tudományegyetem Természettudományi Karán meteorológia–matematika szakán. 1976–1985 között az Országos Meteorológiai Szolgálat éghajlati előrejelző csoportjának tudományos segédmunkatársa, majd munkatársa volt. 1978-ban egyetemi doktori címet szerzett az ELTE Meteorológiai Tanszékén. 1985–1988 között a Tudományos Minősítő Bizottság ösztöndíjasa volt. 1985–1986 között Washingtonban volt ösztöndíjas. 1988 óta a Meteorológiai Tudományos Bizottság tagja. 1988–1992 között a Központi Meteorológiai Intézet tudományos titkáraként dolgozott. 1990 óta a LÉGKÖR folyóirat szerkesztője. 1992–1992 között az ELTE TTK meteorológiai tanszékén tudományos főmunkatárs, 1992–2000 között docens, 1996 óta tanszékvezető, 2000 óta egyetemi tanár. 2004–2007 között a Magyar Tudományos Akadémia közgyűlési képviselője volt. 2006 óta a Magyar Tudományos Akadémia doktora.
Kutatási területe az éghajlattan, a statisztikus klimatológia és a matematikai módszerek légkörtudományi alkalmazása.

## Díjai, kitüntetései
- A földrajztudományok kandidátusa (1988)
- Róna Zsigmond-díj (1988)
- Széchenyi professzori ösztöndíj (1997-2001)
- Steiner Lajos-emlékérem (2000)
- Pro meteorologie díj (2000)
- A Magyar Köztársasági Érdemrend lovagkeresztje (2009)